# تونی استارک (دنیای سینمایی مارول)
آنتونی ادوارد «تونی» استارک نام شخصیتی است که توسط رابرت داونی جونیور در مجموعه فیلم‌های دنیای سینمایی مارول (MCU)، بر‌اساس شخصیتی در مارول کامیکس به همین نام بازی می‌شود و به‌طور معمول به‌عنوان مرد آهنی، شخصیت ابر‌قهرمان او نیز شناخته شده است. در فیلم‌ها، تونی استارک صنعتگر و مخترع نابغه، مدیر‌عامل شرکت صنایع استارک و رهبر گروه انتقام‌جویان است.